# Gothaer Waggonfabrik
Pour les articles homonymes, voir GWF.

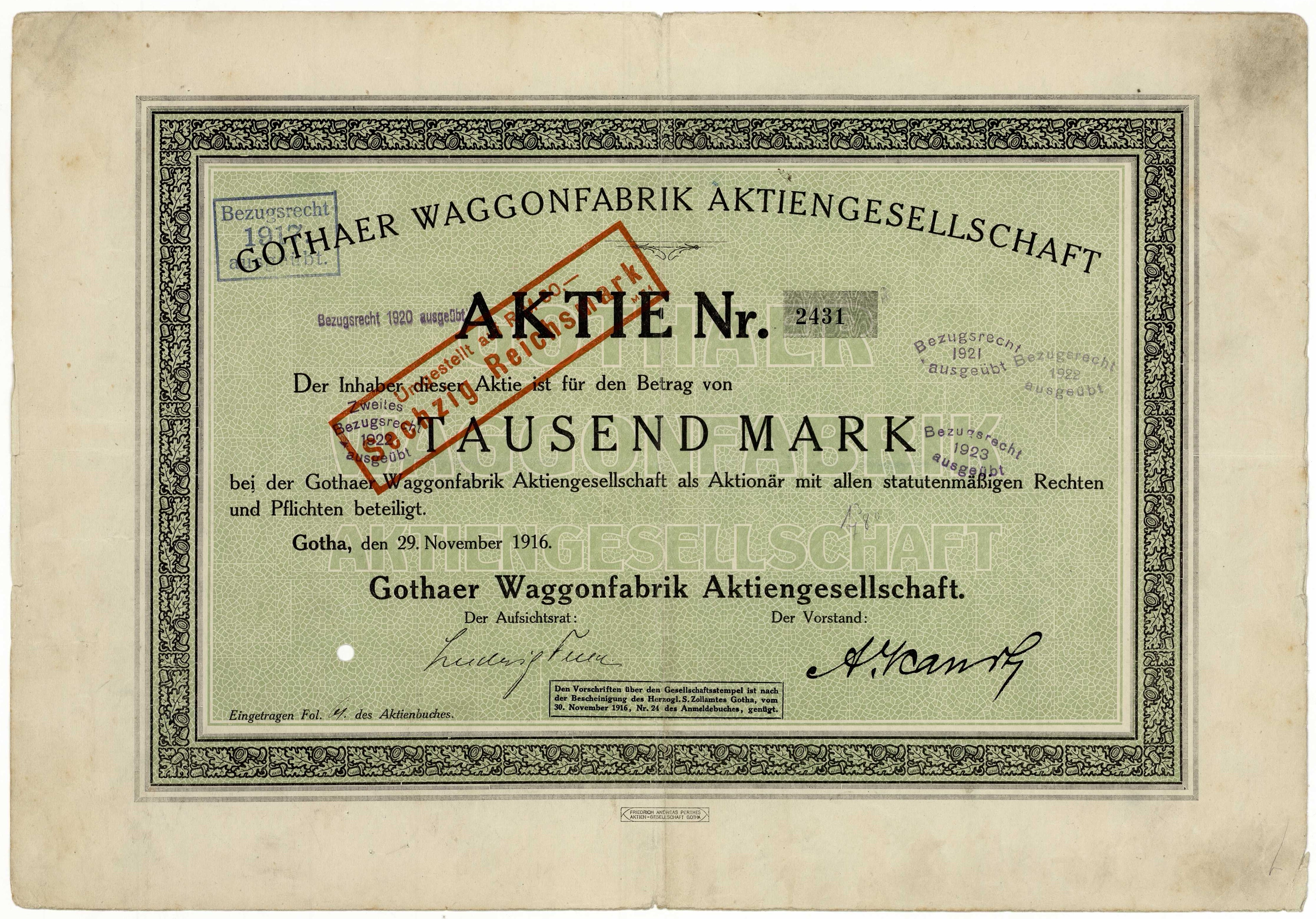
Action de la Gothaer Waggonfabrik AG en date du 29 novembre 1916.

Gothaer Waggonfabrik (Gotha, GWF) était un constructeur allemand de matériel roulant ferroviaire établi à la fin du XIXe siècle à Gotha. Pendant les deux guerres mondiales, la société s'est développée dans la construction d'aéronefs.
Durant la Première Guerre mondiale, Gothaer est le fabricant d'une série très réussie de bombardiers construits sur un design de 1914 par Oskar Ursinus (en). À partir de 1917, ces avions ont été capables de réaliser des missions de bombardements stratégiques sur l'Angleterre,le premier plus lourd que l'air utilisé dans ce rôle. Plusieurs dizaines de ces bombardiers ont été construits dans un certain nombre de sous-types - le Gotha G.I, G.II, G.III, G.IV, et G.V. Cette dernière variante a été la plus prolifique, avec trente-six escadrons en service.
Alors que le Traité de Versailles interdit à l'Allemagne de fabriquer des avions militaires, Gotha retourne à ses efforts sur le matériel de chemin de fer, mais revient à l'aviation avec la montée du gouvernement nazi et l'abandon des restrictions du Traité.
La principale contribution de Gotha pour la nouvelle Luftwaffe a été l'avion d'entraînement Gotha Go 145, dont 1 182 exemplaires ont été construits. L'entreprise a également produit le planeur d'assaut Gotha Go 242.
Le produit le plus connu de Gotha pendant la Seconde Guerre mondiale est le Horten Ho 229. Il s'agit d'un avion à réaction de combat en forme d'aile volante conçu par les frères Horten, qui n'ont pas les infrastructures pour la production de masse. Deux prototypes ont volé, le troisième prototype était presque terminé et plusieurs autres étaient à divers stades de fabrication avant la fin de la guerre.
Après la guerre, Gotha est ramené de nouveau à son objectif initial, la construction de tramways et véhicules légers sur rail dans l'ex-Allemagne de l'Est.

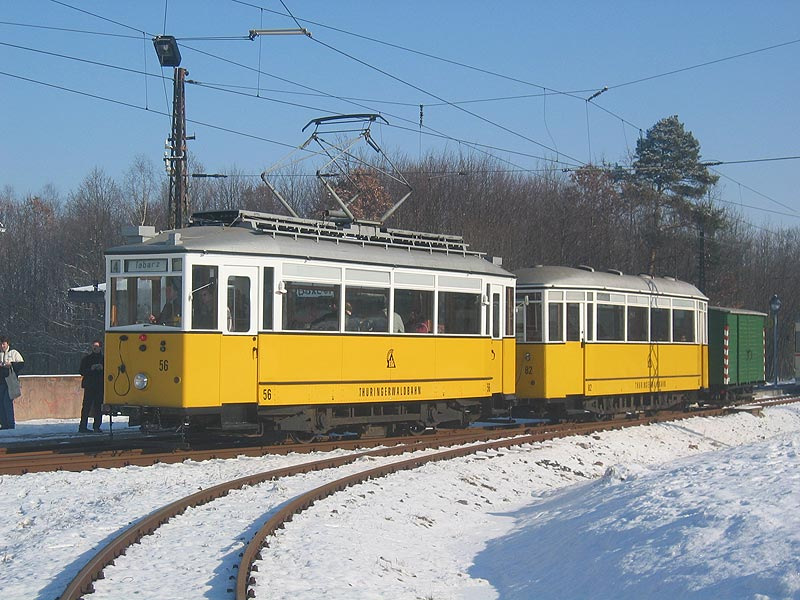
Un tramway Gotha construit vers la fin 1920.

## Aéronefs Gotha
- Gotha G, bombardier
  - Gotha G.II
  - Gotha G.V
- Gotha Go 145, avion d'entraînement
- Gotha Go 146 (en), transport léger (2 moteurs), 1935
- Gotha Go 147, reconnaissance (prototype)
- Gotha Go 229, chasseur
- Gotha Go P.60 (en), chasseur
- Gotha Go 242, planeur de transport
- Gotha Go 244 (en), transport
- Gotha Go 345, planeur d’assaut
- Gotha Ka 430, planeur de transport
- Gotha Taube, variante du Etrich Taube